# Lardizabaleae
Lardizabaleae  (лат.) — триба двудольных растений, входящая в подсемейство Lardizabaloideae семейства Лардизабаловые (Lardizabalaceae).

## Роды
Триба включает 6 родов:
- Akebia Decne. — Акебия
- Archakebia C.Y.Wu, T.C.Chen & H.N.Qin
- Boquila Decne.
- Holboellia Wall. — Хольбелия
- Lardizabala Ruiz & Pav. — Лардизабала
- Stauntonia DC. — Стаунтония